# Pediasia fulvitinctellus
Pediasia fulvitinctellus là một loài bướm đêm trong họ Crambidae.